# Диванов, Санат Салихович
Санат Салихович Диванов (узб. Sanʼat Devonov; 9 мая 1932, Ханкинский район, Хорезмская область, Узбекская ССР — 28 апреля 2016, Хорезмская область, Узбекистан) — узбекский и советский актёр театра и кино, режиссёр, театральный деятель. Народный артист Узбекской ССР (1976).

## Биография
Дебютировал в 1946 году на сцене Хорезмского областного театра музыкальной драмы и комедии (ныне — имени Агахи в Ургенче), на сцене которого создал более ста образов.
С 1946 по 1984 год — актёр, в 1963—1967 годах — режиссёр-постановщик Хорезмского театра.
В 1973 году окончил актёрский факультет Ташкентского театрально-художественного института им. А. Островского (ТГТХИ). В 1984—1986 годах был директором студии киноактёра, в 1986—1987 годах — директор Узбекского государственного драматического театра имени Аброра Хидоятова, в 1987—1993 годах — директор драматического театра имени Хамзы.
Был директором Хорезмского музыкального театра, Республиканского театра сатиры имени А. Каххара.

## Избранные театральные роли
- Гамлет («Гамлет» Шекспира)
- Навои («Алишер Навои»)
- Незнамов («Без вины виноватые» А. Н. Островского)
- Аскар («Аршин мал алан» У. Гаджибекова)
- Тахир («Тахир и Зухра»)
- Беруни ("Абу Райкан Беруни"),
- Ибн Сина (" Ибн Сина»),
- Фариб («Ашик Гариб»)

Играл в пьесах У. Умарбекова.

## Фильмография
- 2016 — Луна забирает уставшие души
- 2010 — Жизнь после смерти
- 2000 — Алпамыш — Саид Махрам
- 1998 — Отчие долины — партийный работник
- 1996 — Великий Амир Темур — приближенный Темура
- 1991 — Назугум — властитель Ферганы
- 1987 — Почести усопшему
- 1987 — Горечь падения — эпизод
- 1986 — Хромой дервиш
- 1985 — Долгое эхо в горах — Ташматов
- 1984 — Огненные дороги — Ходжаев
- 1984 — Легенда о любви — телохранитель
- 1981 — Радуга семи надежд — Бургут
- 1980 — Приключения Али-Бабы и сорока разбойников — друг Али-Бабы
- 1978 — Хорезмийская легенда — пекарь (продавец лепешек), друг скорняка Максуда
- 1978 — Рали
- 1976 — Далёкие близкие годы — Азиз Талипович Ризаев, секретарь ЦК компартии Хорезмской народной советской республики
- 1973 — Огненный берег — бай
- 1972 — Семург — принц
- 1972 — Навстречу тебе — Джураев
- 1970 — Под палящим солнцем — Расулаев
- 1968 — Красные пески — Джума-Исхак
- 1964 — Звезда Улугбека — эпизод (нет в титрах)
- 1959 — Второе цветение — Абдулла
- 1958 — Очарован тобой — Шариф
- 1957 — По путёвке Ленина — Гафур
- 1956 — Священная кровь — Юлчи
- 1955 — Крушение эмирата — Шерали

## Награды
- Орден «Мехнат шухрати» (2001)
- медаль «За трудовое отличие»
- Народный артист Узбекской ССР (1976).
- Почётные грамоты Президиума Верховного Совета Узбекской ССР.